# Acalolepta impuncticollis
Acalolepta impuncticollis là một loài bọ cánh cứng trong họ Cerambycidae.